# Moustapha Sow
 (mai 2023).
L'article doit être relu — et modifié si nécessaire — par des contributeurs indépendants pour apporter un regard critique aux contributions effectuées en violation des conditions d'utilisation de Wikipédia, tant sur la forme (notamment concernant le style encyclopédique, la proportionnalité) que sur le fond (la neutralité de point de vue, la qualité et l'indépendance des sources).
Moustapha Sow, né le 11 février 1980 à Kaolack (Sénégal), est un homme d'affaires, financier et philanthrope sénégalais. Fondateur et PDG de la société d'investissement SF Capital, il est administrateur au WAHC (West African Healthcare Company) et à l'ASGC Construction, une entreprise de construction basée à Dubaï. Moustapha Sow est également président du Conseil d'Administration de Microsen, entreprise de microfinance dédiée au financement des entrepreneurs, avec un intérêt largement porté sur les femmes entrepreneurs. Il s'investit également via la Fondation Moustapha Sow afin d'octroyer des financements aux jeunes investisseurs du Sénégal.

## Biographie
Moustapha Sow naît le 11 février 1980 à Kaolack, au Sénégal. Parti faire ses études aux USA puis à Montréal à l'Université McGill, il y passe un diplôme supérieurs d'études en finance. Moustapha Sow est ensuite recruté par Citibank Canada mais en 2012, il retourne au Sénégal où, après un passage au sein de la succursale sénégalaise de Diamond Bank, il rejoint la Société islamique d'assurance des investissements et des crédits à l'exportation (ICIEC), une branche de la Banque islamique de développement. Moustapha Sow y est introduit en tant que Business Development Officer pour l'Afrique de l'Ouest .
Au sujet de son retour au Sénégal, il explique : « J’ai toujours su que le fait de quitter le Sénégal pour acquérir des connaissances et de l’expérience, n’était que provisoire. À partir du moment où j’ai pu en acquérir suffisamment, le choix du retour était une évidence ».
En 2017, Moustapha Sow fonde SF Capital, une banque d'investissement « focalisée sur l'Afrique » et dont les activités comprennent l'’investissement dans des projets d’infrastructures en Afrique, notamment le Stade Abdoulaye-Wade et le Programme spécial de désenclavement (programme de relance économique post-COVID-19 du Sénégal). Il y occupe le poste de CEO.
Basée à Dakar, Dubaï et l'île Maurice, SF Capital revendique en 2022 plus de 7 milliards de dollars d'investissements sur le continent africain .
En octobre 2022, SF Capital acquiert la majorité des parts de MICROSEN, entreprise spécialisée dans la microfinance.
SF Capital a notamment fait office de conseiller financier pour le programme de rénovation de 2700km de routes lancé par l'État du Sénégal, et a mis sur pied un financement intégral de ce projet estimé à 691,9 millions d'euros.

## Investissement dans la lutte contre le COVID-19
En mars 2020, Moustapha Sow offre un chèque de 50 millions de francs CFA à l'État du Sénégal en faveur de la lutte contre le COVID-19.